# How Dare You
How Dare You (hangeul: 니까짓게) è il terzo singolo del gruppo musicale sudcoreano Sistar, pubblicato nel 2010 dall'etichetta discografica Starship Entertainment insieme a LOEN Entertainment.

## Il disco
Il 21 novembre 2010 furono diffuse online delle immagini del gruppo. Il teaser fu pubblicato il 22 novembre, mentre il singolo e il video ufficiale il 3 dicembre. Il singolo, inizialmente, fu previsto per il 25 novembre, ma alcuni problemi sorti al confine tra la Corea del Nord e del Sud, a Yeonpyeong, causarono il ritardo dell'uscita del video. Il 9 dicembre 2010 furono pubblicati i video di prova dei brani "Over" e "How Dare You": i visitatori furono talmente tanti che bloccarono il sito del gruppo. Solamente la seconda e la terza traccia vennero poi inserite nel primo album discografico della band, So Cool.
Le promozioni iniziarono il 3 dicembre, lo stesso giorno dell'uscita del disco. Il brano "How Dare You" fu utilizzato come traccia promozionale nelle loro performance nei programmi M! Countdown, Music Bank, Show! Music Core e Inkigayo. Il 17 dicembre, le SISTAR vinsero al Music Bank.

## Tracce
1. Mighty SISTAR – 0:42 (Brave Brothers)
2. Over – 3:20 (Brave Brothers)
3. How Dare You (니까짓게) – 3:08 (Brave Brothers)
4. How Dare You (니까짓게) (Inst.) – 3:08 (Brave Brothers)

## Formazione
- Bora – rapper
- Hyolyn – voce, rapper
- Soyou – voce
- Dasom – voce